# Benedikt Hopffer

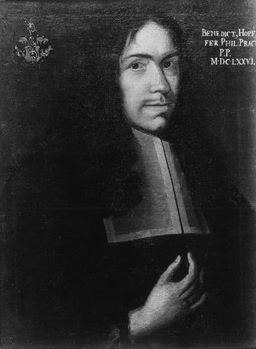
Benedikt Hopffer auf einem Bild in der Tübinger Professorengalerie

Benedikt Hopffer (* 11. September 1643 in Altdorf; † 29. Januar 1684 in Tübingen) war ein deutscher evangelischer Theologe sowie Professor und Rektor an der Universität Tübingen.

## Leben
Hopffer absolvierte das Gymnasium in Augsburg, bevor er am 4. September 1656 an der Universität Altdorf immatrikuliert wurde.  Nach Studien an der Universität Jena kam er im Wintersemester 1658 an die Universität Leipzig. Dort erhielt er am 14. April 1660 den Bakkalaureusgrad und am 30. Januar 1662 den Magistergrad. 1664 immatrikulierte er sich in Tübingen. 1669 wurde er Reiseprediger der württembergischen Prinzen Wilhelm Ludwig und Friedrich Karl. 1672 wurde er ordentlicher Professor für praktische Philosophie (Moral) in Tübingen und 1681 zugleich Ephorus des Tübinger Stifts. 1683/84 war er Rektor der Universität Tübingen. Sein 1684 gemaltes Porträt hängt in der Tübinger Professorengalerie. Er war in erster Ehe seit 1672 mit Sophie Katharina Lauterbach († 1676), einer Enkelin des Thomas Lansius und Tochter des Wolfgang Adam Lauterbach verheiratet, danach seit 1677 mit Christine Dorothee Bardili (1660–1719), der Tochter von Burckhard Bardili, die nach Hopffers Tod 1689 Johann Zeller heiratete. Ein Ururenkel des Ehepaars Hopffer-Bardili war Karl Friedrich Reinhard.